# Kiffis
Kiffis ist eine französische Gemeinde mit 238 Einwohnern (Stand 1. Januar 2022) im Département Haut-Rhin in der Region Grand Est (bis 2015 Elsass). Sie gehört zum Arrondissement Altkirch, zum Kanton Altkirch und zum Gemeindeverband Sundgau.

## Geografie
Die Gemeinde Kiffis liegt im Jura, im äußersten Süden des Elsass zwischen dem Grenzfluss Lützel und dem Blauenberg. Der Dorfkern auf einer Terrasse über dem Tal der Lützel befindet sich auf etwa 565 Meter Meereshöhe.
Kiffis grenzt an die elsässischen Gemeinden Lucelle, Ligsdorf, Sondersdorf, Raedersdorf, Lutter und Wolschwiller sowie an die Schweizer Gemeinden Kleinlützel und Roggenburg. Über den Blochmont-Pass gelangt man ins nördliche Tal der Ill.
Auf der Gemarkung gibt es zwei beachtliche Karsterscheinungen im Malmkalk: die 32 m lange Höhle bei Saalhof und der 30 m tiefe Erdfall am Fluhberg. Karsterscheinungen sind auch die zahlreichen Trockentäler, in denen sich keine (dauerhaften) Fließgewässer befinden.

## Geschichte
Auf dem Glaserberg wurden keltische Siedlungsspuren aus der Hallstatt-Zeit entdeckt. Der Ort wird in den Urkunden als Cvuis (1207) und Kvuis (1253) erwähnt, später 1393 als Küfis oder Chuowis. Der Ortsname kann nicht sicher gedeutet werden. Elsässisch Cheffis.
Bis 1324 gehörte der Ort zur Grafschaft Pfirt und kam dann durch die Heirat der Johanna von Pfirt mit Herzog Albrecht II. von Österreich an Habsburg. Im Westfälischen Frieden 1648 ging der Ort mit dem ganzen elsässischen Besitz der Habsburger an die französische Krone.
Bis 1801 gehörte Kiffis kirchlich zum schweizerischen Roggenburg.
Die Gehöftgruppe Saalhof war einst im Besitz des Zisterzienserklosters Lützel.
Im 19. Jahrhundert lieferte Kiffis Holzkohle für das Eisenwerk in Lützel. Im Lützeltal nützten damals Hammerwerke die Wasserkraft des Flusses (Les Forges, Hammerschmiede).
Von 1871 bis zum Ende des Ersten Weltkrieges gehörte Kiffis als Teil des Reichslandes Elsaß-Lothringen zum Deutschen Reich und war dem Kreis Altkirch im Bezirk Oberelsaß zugeordnet.

### Bevölkerungsentwicklung
| Jahr      | 1910 | 1962 | 1968 | 1975 | 1982 | 1990 | 1999 | 2007 | 2017 |
| Einwohner | 231  | 176  | 203  | 215  | 214  | 237  | 236  | 286  | 249  |

## Bauwerke

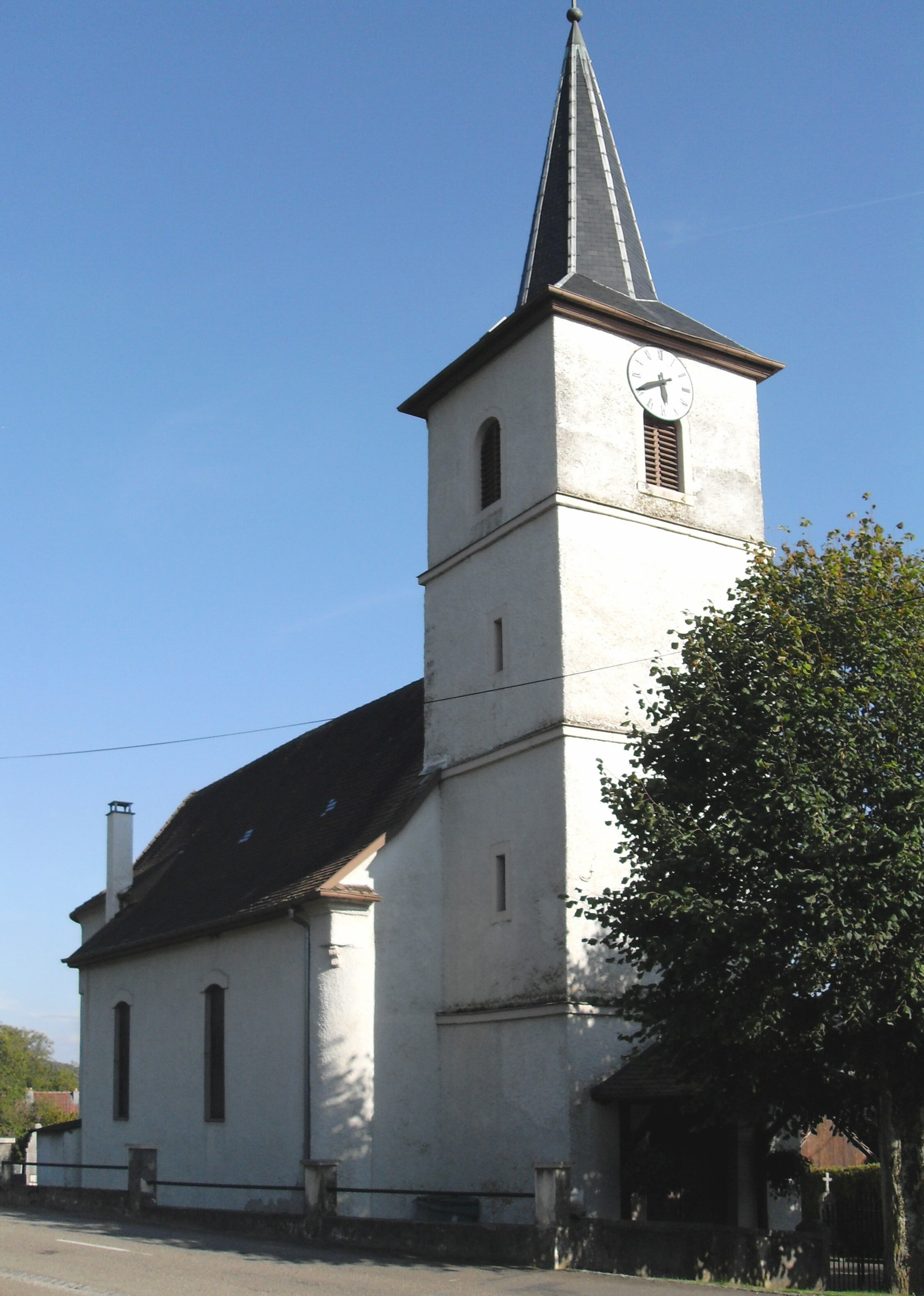
Kirche St. Peter und Paul

Die schlichte Peter-und-Paul-Kirche wurde 1817–1820 gebaut. Das Hochaltarbild stammt von der einst vielbeschäftigten Kirchenmalerin  Carola Sorg (1833–1923).  Spärliche Ruinen der Burg Blochmont, die 1356 beim Basler Erdbeben beschädigt und nach Wiederaufbau 1449 durch die Basler endgültig zerstört wurde. Diese seit 1271 in den Urkunden erscheinende Burg war seit 1302 als Lehen der Grafen von Pfirt im Besitz  der Herren von Eptingen.

## Wirtschaft
Wichtige Erwerbszweige sind die Landwirtschaft und das Kleingewerbe. Im östlichen Teil des Gemeindegebietes befindet sich der Saalhof, ein großer Landwirtschaftsbetrieb.